# 朗頓鎮區 (堪薩斯州艾克縣)
朗頓鎮區（英語：Longton Township）為美國堪薩斯州艾克縣轄下的鎮區。2010年美国人口普查中此鎮區人口有439人。

## 地理
朗頓鎮區涵蓋總面積為116.0平方（44.79平方英里），其中陸地面積為115.3平方（44.50平方英里），水域面積為0.75平方（0.29平方英里）或0.65%。海拔高度319（1,047英尺）。

## 人口統計
根據2010年美國人口普查，朗頓鎮區人口有439人，其中男性有224人，女性有215人，人口密度為每平方公里3.79人，住房計244戶。鎮區內的白人有416人，非裔美國人有0人，美洲原住民有5人，亞裔美國人有0人，太平洋島裔美國人有0人，其他種族有5人，混血種族則有13人。此外鎮區內有14人為西班牙裔或拉丁裔美國人。此鎮區之年齡中位數為40.9歲，而男性年齡中位數為40.0歲，女性年齡中位數為43.4歲。

## 交通

### 主要公路
- 160號美國國道